# Deviški otoki
Deviški otoki (špansko Islas Vírgenes) je otočje v Karibskem morju. Geološko in biogeografsko so najbolj vzhodni del Velikih Antilov,  severni otoki, ki pripadajo Portoriškemu jarku in St. Croix, so premaknjeni del iste geološke strukture. Politično so bili Britanski Deviški otoki urejeni kot zahodna otoška skupina Leewardskih otokov, ki so severni del Malih Antilov in tvorijo mejo med Karibskim morjem in Atlantskim oceanom . Arhipelag je ločen od pravih Malih Antilov s prehodom Anegada in od glavnega otoka Portoriko s prehodom Device.
Otoki spadajo v tri različne politične jurisdikcije :
- Deviški otoki, neuradno imenovani Britanski Deviški otoki, britansko čezmorsko ozemlje ,
- Ameriški Deviški otoki, nekorporativno ozemlje Združenih držav Amerike,
- Španski Deviški otoki, najbolj vzhodni otoki Commonwealtha Portoriko, ki so sami nekorporativno ozemlje Združenih držav.

## Etimologija
Krištof Kolumb je otoke poimenoval po sveti Uršuli in 11.000 devicah (špansko Santa Úrsula y las Once Mil Vírgenes), skrajšano na Device (las Vírgenes). Uradno ime britanskega ozemlja je Deviški otoki, uradno ime ozemlja ZDA pa Deviški otoki Združenih držav Amerike. V praksi se obe otoški skupini skoraj povsod imenujeta Britanski Deviški otoki in Ameriški Deviški otoki.

## Zgodovina
Deviške otoke so prvotno naseljevali Aravaki in Caribi, od katerih naj bi jih veliko izumrlo v kolonialnem obdobju zaradi suženjstva, tuje bolezni in vojne, ki so jo povzročili evropski kolonisti. 
Pozneje so se tu naselili evropski kolonisti in ustanovili plantaže sladkorja, vsaj eno plantažo tobaka ter nakupili ljudi za suženjstvo, pripeljane iz Afrike. Potomci zasužnjenih ljudi ostajajo glavnina prebivalstva, ki si deli skupno afriško-karibsko dediščino s preostalimi angleško govorečimi Karibskimi državami.
Tako kot celinski Portoriko so bili Deviški otoki, ki so pripadali Španiji, leta 1898 prepuščeni ZDA. Združene države so otoke prevzele po podpisu premirja, ki je končalo vojaške operacije v špansko-ameriški vojni.
Pogodba iz leta 1916 med Združenimi državami in Dansko (ki je Združene države niso ratificirale do leta 1917) je povzročila, da je Danska prodala Danske Deviške otoke Združenim državam za 25 milijonov dolarjev v zlatu.

### Zgodovinske pripadnosti
Deviški otoki so bili skozi zgodovino pod suverenostjo več narodov in skupin. Spodaj je tabela, ki predstavlja pripadnost različnih otokov:

## Demografija
Skupno število prebivalcev Deviških otokov je 147.778: 104.901 na Ameriških Deviških otokih, 31.758 na Britanskih in 11.119 na Španskih. Približno tri četrtine otočanov je črnih na Britanskih in Ameriških Deviških otokih, medtem ko je večina prebivalcev v Culebri in Viequesu Portoričanov evropskega porekla, s precejšnjo afro-portoriško skupnostjo. Glavni jeziki so angleščina in kreolščina Deviških otokov v ZDA in Britanskih Deviških otokih ter španščina na ozemlju Portorika. St. Thomas je najbolj poseljen otok, St. Croix pa mu je blizu (51.634 oziroma 50.601).
| Ime                                 | Suverena država     | Pododdelki | Območje (km 2 ) | Prebivalstvo ocena 2005 | Gostota prebivalstva (na km 2 ) | Glavno mesto     |
| ----------------------------------- | ------------------- | ---------- | --------------- | ----------------------- | ------------------------------- | ---------------- |
| britanski Deviški otoki             | Združeno kraljestvo | okrožja    | 1.530           | 31,758                  | 2.076                           | Road Town        |
| Španski Deviški otoki ( Portoriko ) | Združene države     | Barrios    | 1.651           | 11,119                  | 673                             | San Juan, PR     |
| Ameriški Deviški otoki              | Združene države     | okrožja    | 3.464           | 104,901                 | 3.028                           | Charlotte Amalie |
| Skupaj                              |                     |            | 6.645           | 147,778                 | 222.4                           |                  |

## Nadzor prometa
Motorna vozila se vozijo po levi strani ceste tako na Britanskih kot na Ameriških Deviških otokih, čeprav so volani na večini avtomobilov nameščeni na levi strani (kot je običajno za kraje, kjer se vozi po desni strani). Na Španskih Deviških otokih se vozila vozijo po desni strani ceste.

## Poglej tudi
- Kultura Deviških otokov
- Danski Deviški otoki
- Nizozemski Deviški otoki
- Glasba Deviških otokov
- Kreolščina Deviških otokov
- Grebeni Deviških otokov

## Splošni viri
- Colin Thomas, J.; Allard, William Albert; Wolinsky, Cary (Februar 1981). »Paradise Comes of Age: The U.S. Virgin Islands«. National Geographic. Zv. 159, št. 2. str. 225–243.